# Sergei Jurjewitsch Glasjew

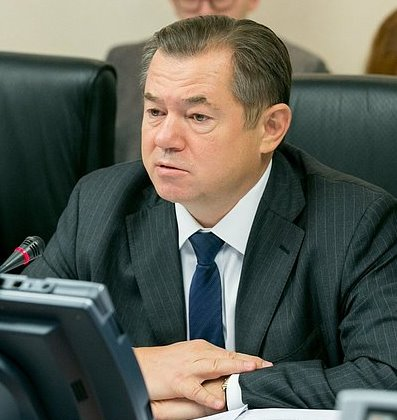
Sergei Glasjew (2016)

Sergei Jurjewitsch Glasjew (russisch Сергей Юрьевич Глазьев; * 1. Januar 1961 in Saporischschja) ist ein russischer Ökonom und Politiker, der in den frühen 1990er-Jahren in der russischen Regierung tätig war sowie bei der Präsidentschaftswahl 2004 kandidierte. Er ist einer der wichtigsten Berater Präsident Putins im Krieg gegen die Ukraine.

## Biografie
Geboren 1961 in einer Arbeiterfamilie, nahm Sergei Glasjew 1978 das Studium an der Moskauer Lomonossow-Universität auf, zunächst der Chemie, ab dem zweiten Studienjahr dann der Wirtschaftskybernetik. Dieses Fach schloss er 1983 mit Auszeichnung ab. Anschließend arbeitete er an einem Moskauer Forschungsinstitut für Wirtschaft und Mathematik, später als Leiter eines Wirtschaftslabors. 1989 habilitierte er in Wirtschaftswissenschaften und wurde zum jüngsten Dozenten der Ökonomie in der damaligen Sowjetunion. Bis zur Habilitation arbeitete Glasjew mit mehreren jungen Wirtschaftswissenschaftlern zusammen, die einige Jahre später eine wichtige Rolle in den wirtschaftlichen Reformen des postsowjetischen Russland spielen sollten, so beispielsweise mit Anatoli Tschubais.
Nach einer mehrmonatigen Arbeit in Wien wurde Glasjew im Dezember 1991 zum stellvertretenden Chef des (heute nicht mehr existenten) Ministeriums für außenwirtschaftliche Beziehungen Russlands. Im Juli 1992 trat Glasjew den Posten des Ministers an und gehörte daraufhin mehrere Monate lang der liberalen Regierung des Reformers Jegor Gaidar an. Von diesem Amt trat Glasjew im September 1993 aus Protest gegen die Parlamentsauflösung durch Präsident Boris Jelzin zurück, die zur Verfassungskrise führte, in der sich Glasjew auf die Seite der Putschisten gegen Jelzin stellte.
Im Dezember 1993 wurde Glasjew bei der Wahl 1993 zum Duma-Abgeordneten über die Liste der Demokratischen Partei Russlands gewählt. Bei der Wahl zwei Jahre später kandidierte er als Mitglied des Kongress der Russischen Gemeinden unter Leitung von Dmitri Rogosin, verfehlte jedoch damit die Fünfprozenthürde. In den darauffolgenden Jahren übte Glasjew vorwiegend Beratertätigkeiten aus. Er kritisierte die Wirtschaftspolitik unter Jelzin und unterstützte bei der Präsidentschaftswahl 1996 Alexander Lebed.
Bei der Duma-Wahl 1999 zog Glasjew als Abgeordneter der KPRF-Fraktion ein. Bei den Nachfolgewahlen 2003 trat Glasjew erfolgreich als Mitinitiator des Wahlblocks Rodina an. Am 8. Februar 2004 wurde er als Kandidat dieses Wahlblocks für die Präsidentschaftswahl am 14. März 2004 registriert. Bei der Wahl erhielt Glasjew 4,18 Prozent der Wählerstimmen.
Kurz nach der Wahl verlor Glasjew durch Streitigkeiten mit dem Rodina-Vorsitzenden Dmitri Rogosin seinen Posten als Fraktionschef. Neuer Fraktionschef wurde Rogosin. Daraufhin trat Glasjew aus Rodina aus und versuchte mit dem Bündnis Für ein würdiges Leben eine Nachfolgeorganisation zu gründen. Später erwog Glasjew eine Teilnahme an der Putin-kritischen Bewegung Das andere Russland, was am für Glasjew zu liberalen politischen Konzept des Ex-Premiers Michail Kassjanow, eines der Anführer der Bewegung, scheiterte.
Glasjew wurde im Februar 2009 Leiter des Sekretariats des von Russland, Belarus und Kasachstan gebildeten einheitlichen Wirtschaftsraumes (russ.: KTS). Im Juli 2012 wurde er zu Putins Berater für die eurasische Wirtschaftsintegration ernannt. Glasjew war 2013 Kandidat für die Führung der Russischen Zentralbank, kam aber gegen die wirtschaftsliberale Kandidatin Elwira Nabiullina nicht zum Zug. Er kritisierte ihre Politik Mitte Dezember 2014, die Leitzinsen sprunghaft stark heraufzusetzen, sie führe „mit Vollgas in die Katastrophe“.
Glasjew ist während der Annexion der Krim durch Russland und des Krieges gegen die Ukraine nach Medienberichten zu einem der wichtigsten Berater Präsident Putins geworden und gilt als Vertreter einer harten Haltung gegenüber der Ukraine. Unter anderem bezeichnete er den im Mai 2014 gewählten ukrainischen Präsidenten Petro Poroschenko als einen „Nazi“ und setzte den Wunsch nach einer Westbindung der Ukraine in Bezug zur deutschen Besatzung der Ukraine während des Nationalsozialismus. Statt zur „Kolonie“ des Westens zu werden, solle sich die Ukraine als „das historische und geistige Zentrum der Russischen Welt“ nach Russland orientieren. Die Europäische Union setzte Glasjew im April 2014 auf eine Sanktionsliste, die ihm unter anderem die Einreise in die Mitgliedsstaaten der EU verbietet. Auch noch Anfang Mai 2019 bedauerte er, dass Russland nicht mit seiner Armee in der Ukraine einmarschiert sei, weiter schrieb er von Neonazi-Pöbel, von Völkermord und vom (verlorenen) Genpool der schönen Ukrainer, welche in der EU Sklavenarbeit leisteten. Er zählte die Verluste Russlands und der Ukraine zusammen als Verluste der Russischen Welt und nannte die Ukraine "von den USA besetzt".
Glasjew ist seit 2008 Vollmitglied der Russischen Akademie der Wissenschaften sowie der russischen Industrie- und Handelskammer. Bis heute hat er rund 150 wissenschaftliche Publikationen veröffentlicht. Er ist verheiratet und hat zwei Kinder.